# Rose de Burford
Rose de Burford (también mencionada como Roesia de Boreford) fue una comerciante y mujer de negocios del siglo XIV en la City de Londres, Inglaterra.

## Biografía
Nacida como Rose Romeyn, era hija de Juliana Hautyn y Thomas Romayn (m. 1312), un rico comerciante londinense de lana y especias y concejal de la ciudad de Londres. Se casó con el socio comercial de su padre, John of Burford, también concejal. Rose participaba activamente en el negocio de su marido. Cuando John murió alrededor de 1322, ella asumió la administración total del negocio y también adquirió extensas propiedades. Se sabe que fue propietaria de viviendas en Londres y haciendas en Surrey, Kent y Sussex. Su propia residencia de campo estaba en Cherletone en Kent. Tuvo un hijo, James, y una hija, Katherine.
Dirigió un negocio de bordado y bajo la dirección de Eduardo II realizó una capa pluvial de "opus anglicum" decorada en coral por la que recibió 100 marcos. A petición de Isabel de Francia, reina de Inglaterra, esta vestidura fue enviada al Papa como regalo.
Pagó la construcción de una capilla en el lado sur de la iglesia de Santo Tomás Apóstol en Cullum Street en la ciudad de Londres.